# 圣费利克斯-德吕内勒
圣费利克斯-德吕内勒（法語：Saint-Félix-de-Lunel）是法国阿韦龙省的一个市镇，属于罗德兹区。该市镇2009年时的人口为347人。

## 人口
圣费利克斯-德吕内勒人口变化图示
| 数据来源：INSEE |